# 托叶黄檀
托叶黄檀（学名：Dalbergia stipulacea）为豆科黄檀属下的一个种。